# 안동시 농업기술센터
안동시 농업기술센터는 경상북도 안동시의 농업기술센터이다. 안동시청에서 관리 · 감독한다.

## 기본정보
- 주소 : 경상북도 안동시 대학로 256(송천동 1319-54번지)

## 연혁
- 1957년 5월 28일 : 안동군 농사교도소 설립
- 1962년 4월 1일 : 안동군 농촌지도소로 개칭
- 1995년 1월 1일 : 통합 안동시 농촌지도소로 개편
- 1998년 10월 12일 : 3과 9담당 15읍면상담소로 개편, 안동시 농업기술센터로 개칭